# Ludwig Stark
Ludwig Stark, född den 19 juni 1831 i München, död den 22 mars 1884 i Stuttgart, var en tysk musiker.
Stark var från 1857 lärare vid Stuttgarts konservatorium, i vars stiftande han deltagit. Han blev 1873 filosofie hedersdoktor vid Tübingens universitet och fick professors titel. Han komponerade instrumental- och sångstycken samt verkade som utgivare av klassisk musik med mera. Han utgav 1858 tillsammans med Sigmund Lebert en stor teoretisk-praktisk Klavierschule (många upplagor; omarbetad av Pauer 1904; översatt till flera språk). Stark utgav även tillsammans med Immanuel Faisst en sångskola (2 band, 1880-83)